# Snorri Sturluson
Snorri Sturluson (ur. 1179, zm. 23 września 1241) – islandzki poeta, historyk, polityk i przywódca.

## Życiorys
Autor Eddy prozaicznej i historii nordyckich władców Heimskringla. Jest również uważany za prawdopodobnego autora Sagi o Egilu. W 1206 Snorri osiadł w Reykholt. Dał się poznać nie tylko jako poeta, ale również jako polityk i wpływowy przywódca islandzki. Dwukrotnie pełnił funkcję lögsögumaður (przewodniczącego) w islandzkim parlamencie (Althing) w latach 1215–1218 i 1222–1231.
Latem 1218 Snorri pożeglował z Islandii do Norwegii. Poparł plany króla norweskiego Haakona IV dotyczące podporządkowania Islandii władzy Norwegii, jednak w późniejszym czasie został uwikłany w nieudaną rebelię przeciw królowi Haakonowi IV i z jego rozkazu został zamordowany 23 września 1241 w swoim domu w Reykholt.
Jako historyk Snorri wysunął w Eddzie prozaicznej teorię, że mityczni bogowie byli początkowo zmarłymi wodzami i królami plemiennymi, których kult przeistaczał się później po ich śmierci w kult postaci boskich.